# Alice Pestana
Alice Pestana, née en 1860 à Santarém et morte en 1929 à Madrid, est une humaniste journaliste portugaise, pédagogue à l'Institution libre d'enseignement, féministe et fondatrice de Liga Portuguesa da Paz en 1899, considérée la première organisation féministe au Portugal. 

## Biographie
Née sous le nom de Maria Evelina Pestana Coelho, elle est la fille de Matilde Soares Pestana et d'Eduardo Augusto Villar Coelho et grandit dans un milieu cultivé. 
Jeune, elle étudie le piano et le chant et parle couramment le portugais, l'espagnol, le français et l'anglais. Elle commence sa carrière journalistique au "Financial and Mercantil Gazette" à Lisbonne et au "Espectro da Granja". Entre 1888 et 1893, elle se rend dans plusieurs pays d'Europe et écrit des nouvelles, des romans, des essais et des articles. En 1892, elle présente la thèse "O que deve ser a instrução secundária da mulher?" au congrès pédagogique hispano-portugais-américain, l'année des 400 ans de la découverte de l'Amérique. 
Elle rejoint la Sociedade Altruista, créée par José Pessanha, association vouée aux femmes, aux enfants et au progrès de l'humanité, qui devient en 1899 la "Liga Portuguesa da Paz" dont elle devient la première présidente. 
En 1890, Bernardino Machado présente Alice Pestana à Francisco Giner de los Ríos, fondateur de l'Institution libre d'enseignement (ILE), lors d'une visite à Lisbonne. Grâce à cette rencontre, elle fait la connaissance de Pedro Blanco Suárez, également membre de l'ILE. Elle épouse ce dernier le 5 janvier 1901 à Lisbonne. Le couple s'installe à Madrid.  
En 1914, elle est professeur de français à l'ILE. Elle obtient également une bourse de la récente Première République pour produire un rapport technique sur l'avancement des propositions éducatives républicaines au Portugal. Elle publie le résultat, La educación en Portugal, en 1915. Elle est également nommée secrétaire du "Patronato del niño delincuente", poste qu'elle occupe jusqu'à sa mort. 
En 1922, Alice Pestana commence à souffrir d'une maladie nerveuse. Elle meurt le 24 décembre 1929 à Madrid. 

## Génération féministe portugaise
Alice Pestana fait partie des grandes intellectuelles portugaises, féministes et républicaines, parmi lesquelles Carolina Michaëlis de Vasconcelos , Adelaide Cabete , Maria Clara Correia Alves (1869-1948), Beatriz Paes Pinheiro de Lemos (1872 -1922), Ana de Castro Osório , Albertina Paraíso (1874-1954), Carolina Beatriz Ângelo, Maria Olga Morais Sarmento da Silveira (1881-1948), Virginia Guerra Quaresma (1882-1973).